# هواننگ
هواننگ (انگلیسی: Huaneng) شرکت برق چینی است، که در سال ۱۹۹۴ تأسیس شد.